# 12. Oscar-gála
Az 12. Oscar-gálát, melyen a Filmakadémia díjait osztották ki, 1940. február 29-én tartották. 1939-es év aranybetűkkel íródott Hollywood történelmébe, olyan filmek készültek abban az évben, melyeket korunkban is naponta vetítenek. Óz, a csodák csodája, Becsületből elégtelen, Isten vele, tanár úr!, Egerek és emberek, Ninocska, Üvöltő szelek, Hatosfogat és a mindent megnyerő Elfújta a szél. Tizenhárom jelöléséből tízet váltott díjra az amerikai polgárháború idején játszódó, a filmek között szokatlan hosszúságú, 3 óra 40 perces alkotás. Margaret Mitchell regényének filmváltozatát George Cukor kezdte el, majd Victor Fleming folytatta és Sam Wood fejezte be, a bemutatót 56,5 millió néző várta. Mozis nézői sikerének rekordja csak az 1980-as években dőlt meg.[forrás?]
Két operatőri díjat adtak ki ettől az évtől, különválasztva a fekete-fehér és a színes filmeket.

## Kategóriák és jelöltek
Nyertesek félkövérrel jelölve

### Legjobb film
- Elfújta a szél (Gone With the Wind)  – Selznick, Metro-Goldwyn-Mayer – David O. Selznick
  - Becsületből elégtelen (Mr. Smith Goes to Washington) – Columbia – Frank Capra
  - Egerek és emberek (Of Mice and Men) – Roach, United Artists – Lewis Milestone
  - Hatosfogat (Stagecoach) – United Artists – Walter Wanger
  - Isten vele, tanár úr! (Goodbye, Mr. Chips) – Metro-Goldwyn-Mayer (brit)- Victor Saville
  - Későn jött boldogság (Dark Victory) – Warner Bros. – David Lewis
  - Ninocska (Ninotchka) – Metro-Goldwyn-Mayer – Sidney Franklin
  - Óz, a csodák csodája (The Wizard of Oz) – Metro-Goldwyn-Mayer – Mervyn LeRoy
  - Várlak.../Szerelmi történet[2] (Love Affair) – RKO Pictures Radio – Leo McCarey
  - Üvöltő szelek (Wuthering Heights) – Goldwyn, United Artists – Samuel Goldwyn

### Legjobb színész
- Robert Donat - Isten vele, tanár úr! (Goodbye, Mr. Chips)
  - Clark Gable                 - Elfújta a szél (Gone With the Wind)
  - Laurence Olivier            - Üvöltő szelek (Wuthering Heights)
  - Mickey Rooney               - Nem gyerekjáték (Babes in Arms)
  - James Stewart - Becsületből elégtelen (Mr. Smith Goes to Washington)

### Legjobb színésznő
- Vivien Leigh  -  Elfújta a szél (Gone With the Wind)
  - Bette Davis -  Későn jött boldogság (Dark Victory)
  - Irene Dunne -  Várlak.../Szerelmi történet (Love Affair)
  - Greta Garbo -  Ninocska (Ninotchka)
  - Greer Garson -  Isten vele, tanár úr! (Goodbye, Mr. Chips)

### Legjobb férfi mellékszereplő
- Thomas Mitchell - Hatosfogat (Stagecoach)
  - Brian Aherne - Juarez
  - Harry Carey - Becsületből elégtelen (Mr. Smith Goes to Washington)
  - Brian Donlevy - Kék csillag (Beau Geste)
  - Claude Rains - Becsületből elégtelen (Mr. Smith Goes to Washington)

### Legjobb női mellékszereplő
- Hattie McDaniel – Elfújta a szél (Gone With the Wind)
  - Olivia de Havilland – Elfújta a szél (Gone With the Wind)
  - Geraldine Fitzgerald – Üvöltő szelek (Wuthering Heights)
  - Edna May Oliver – Dobok a Mohawk mentén (Drums Along the Mohawk)
  - Maria Ouspenskaya – Várlak.../Szerelmi történet (Love Affair)

### Legjobb rendező
- Victor Fleming – Elfújta a szél (Gone With the Wind)
  - Frank Capra – Becsületből elégtelen (Mr. Smith Goes to Washington)
  - John Ford – Hatosfogat (Stagecoach)
  - Sam Wood – Isten vele, tanár úr! (Goodbye, Mr. Chips)
  - William Wyler – Üvöltő szelek (Wuthering Heights)

### Legjobb eredeti történet
- Becsületből elégtelen (Mr. Smith Goes to Washington) – Eleanore Griffin, Dore Schary
  - Kismama (Bachelor Mother) – Felix Jackson
  - Várlak.../Szerelmi történet (Love Affair) – Mildred Cram, Leo McCarey
  - Ninocska (Ninotchka) – Lengyel Menyhért (mint Melchior Lengyel)
  - A fiatal Lincoln (Young Mr. Lincoln) – Lamar Trotti

### Legjobb adaptált forgatókönyv
- Elfújta a szél (Gone With the Wind) – Sidney Howard forgatókönyve Margaret Mitchell regénye alapján
  - Isten vele, tanár úr! (Goodbye, Mr. Chips) – R. C. Sherriff, Claudine West, Eric Maschwitz forgatókönyve James Hilton regénye alapján
  - Becsületből elégtelen (Mr. Smith Goes to Washington) – Sidney Buchman forgatókönyve Lewis R. Foster elbeszélése alapján
  - Ninocska (Ninotchka) – Charles Brackett, Billy Wilder, Walter Reisch forgatókönyve Melchior Lengyel elbeszélése alapján
  - Üvöltő szelek (Wuthering Heights) – Charles MacArthur, Ben Hecht forgatókönyve Emily Brontë regénye alapján

### Legjobb operatőr
- Gregg Toland - Üvöltő szelek (Wuthering Heights) (ff)
  - Bert Glennon - Hatosfogat (Stagecoach)
- – Ernest Haller és Ray Rennahan - Elfújta a szél (Gone With the Wind) (színes)
  - Sol Polito és W. Howard Greene - Erzsébet és Essex magánélete (The Private Lives of Elizabeth and Essex)

### Látványtervezés
- Lyle Wheeler – Elfújta a szél (Gone With the Wind)
  - Hans Dreier, Robert Odell – Kék csillag (Beau Geste)
  - Charles D. Hall – Captain Fury
  - Jack Otterson, Martin Obzina – Az első csók (First Love)
  - Van Nest Polglase, Alfred Herman – Várlak.../Szerelmi történet (Love Affair)
  - John Victor Mackay – Man of Conquest
  - Lionel Banks – Becsületből elégtelen (Mr. Smith Goes to Washington)
  - Anton Grot – Erzsébet és Essex magánélete (The Private Lives of Elizabeth and Essex)
  - William S. Darling, George Dudley – Árvíz Indiában (The Rains Came)
  - Alexander Toluboff – Hatosfogat (Stagecoach)
  - Cedric Gibbons, William A. Horning – Óz, a csodák csodája (The Wizard of Oz)
  - James Basevi – Üvöltő szelek (Wuthering Heights)

### Legjobb vágás
- Elfújta a szél (Gone With the Wind) – Hal C. Kern, James E. Mewcom
  - Isten vele, tanár úr! (Goodbye, Mr. Chips) – Charles Frend
  - Becsületből elégtelen (Mr. Smith Goes to Washington) – Gene Havlick, Al Clark
  - Árvíz Indiában (The Rains Came) – Barbara McLean
  - Hatosfogat (Stagecoach) – Otho Lovering, Dorothy Spencer

### Legjobb vizuális effektus
- Árvíz Indiában (The Rains Came) – E. H. Hansen
  - Elfújta a szél (Gone With the Wind) – Jack Cosgrove
  - Csak az angyaloknak van szárnyuk (Only Angels Have Wings) – Roy Davidson
  - Erzsébet és Essex magánélete (The Private Lives of Elizabeth and Essex) – Byron Haskin
  - Topper Takes a Trip – Roy Seawright
  - Acélkaraván (Union Pacific) – Farciot Edouart
  - Óz, a csodák csodája (The Wizard of Oz) – A. Arnold Gillespie

### Legjobb animációs rövidfilm
- The Ugly Duckling (Walt Disney)
  - Detouring America (Warner Bros.)
  - Peace on Earth (Metro-Goldwyn-Mayer)
  - The Pointer (Walt Disney)

### Filmzene

#### Legjobb eredeti filmzene
- Óz, a csodák csodája (The Wizard of Oz) – Herbert Stothart
  - Későn jött boldogság (Dark Victory) – Max Steiner
  - Eternally Yours – Werner Janssen
  - Golden Boy – Victor Young
  - Elfújta a szél (Gone with the Wind) – Max Steiner
  - Gulliver utazásai (Gulliver’s Travels) – Victor Young
  - A vasálarcos (The Man in the Iron Mask) – Lud Gluskin és Lucien Moraweck
  - Man of Conquest – Victor Young
  - Nurse Edith Cavell – Anthony Collins
  - Egerek és emberek (Of Mice and Men) – Aaron Copland
  - Árvíz Indiában (The Rains Came) – Alfred Newman
  - Üvöltő szelek (Wuthering Heights) – Alfred Newman

#### Legjobb filmzene
- Hatosfogat (Stagecoach) – Richard Hageman, W. Franke Harling, John Leipold és Leo Shuken
  - Nem gyerekjáték (Babes in Arms) – Roger Edens és Georgie Stoll
  - Az első csók (First Love) – Charles Previn
  - The Great Victor Herbert – Phil Boutelje és Arthur Lange
  - A Notre-Dame-i toronyőr (The Hunchback of Notre Dame) – Alfred Newman
  - Intermezzo – Lou Forbes
  - Becsületből elégtelen (Mr. Smith Goes to Washington) – Dimitri Tiomkin
  - Egerek és emberek (Of Mice and Men) – Aaron Copland
  - Erzsébet és Essex magánélete (The Private Lives of Elizabeth and Essex) – Erich Wolfgang Korngold
  - She Married a Cop – Cy Feuer
  - Swanee River – Louis Silvers
  - They Shall Have Music – Alfred Newman
  - Way Down South – Victor Young

## Statisztika

### Egynél több jelöléssel bíró filmek
- 13 jelölés: Elfújta a szél (Gone with the Wind)
- 11 jelölés: Becsületből elégtelen (Mr. Smith Goes to Washington)
- 8 jelölés: Üvöltő szelek (Wuthering Heights)
- 7 jelölés: Isten vele, tanár úr! (Goodbye, Mr. Chips), Hatosfogat (Stagecoach)
- 6 jelölés: Várlak.../Szerelmesek (Love Affair), Árvíz Indiában (The Rains Came), Óz, a csodák csodája (The Wizard of Oz)
- 5 jelölés: Erzsébet és Essex magánélete (The Private Life of Elisabeth and Essex)
- 4 jelölés: Ninocska (Ninotchka), Egerek és emberek (Of Mice and Men)
- 3 jelölés: Későn jött boldogság (Dark Victory), Az első csók (First Love), The Great Victor Herbert, Man of Conquest
- 2 jelölés: Nem gyerekjáték (Babes in Arms), Kék csillag (Beau Geste), Dobok a Mohawk mentén (Drums Along the Mohawk), Gulliver utazásai (Gulliver's Travels), A Notre Dame-i toronyőr (The Hunchback of Notre Dame), Intermezzo, Juarez, Csak az angyaloknak van szárnyuk (Only Angels Have Wings)

### Egynél több díjjal bíró filmek
- 8 díj: Elfújta a szél (Gone with the Wind)
- 2 díj: Hatosfogat (Stagecoach), Óz, a csodák csodája (The Wizard of Oz)